# آرارات آراکلیان
آرارات آراکلیان (ارمنی: Արարատ Առաքելյան؛ زادهٔ ۱ فوریهٔ ۱۹۸۴ در) یک بازیکن فوتبال بازنشسته در پست مدافع، هافبک اهل ارمنستان است.

## باشگاهی
از باشگاه‌هایی که در آن بازی کرده‌است می‌توان به باشگاه فوتبال مس کرمان، باشگاه فوتبال بانانتس، متالورگ دونتسک، گاندزاسار و آلاشکرت اشاره کرد.

## تیم ملی
وی همچنین در زیر ۲۱ سال ارمنستان و تیم ملی فوتبال ارمنستان بازی کرده‌است. نخستین بازی ملی خود را که یک بازی دوستانه بود در تاریخ ۱۸ مارس ۲۰۰۵ در العین امارات متحده عربی در مقابل کویت انجام داده‌است.

### آمارهای تیم ملی
| تیم ملی فوتبال ارمنستان | تیم ملی فوتبال ارمنستان | تیم ملی فوتبال ارمنستان |
| سال                     | حضورها                  | گل‌ها                    |
| ----------------------- | ----------------------- | ----------------------- |
| ۲۰۰۵                    | ۱                       | ۰                       |
| ۲۰۰۶                    | ۰                       | ۰                       |
| ۲۰۰۷                    | ۹                       | ۰                       |
| ۲۰۰۸                    | ۹                       | ۱                       |
| ۲۰۰۹                    | ۸                       | ۱                       |
| ۲۰۱۰                    | ۴                       | ۰                       |
| ۲۰۱۱                    | ۱                       | ۰                       |
| مجموعاً                  | ۳۳                      | ۲                       |

## دستاوردها
بانانتس
- جام استقلال ارمنستان: ۱

۲۰۰۷